# Echinopsis thelegona
Echinopsis thelegona är en kaktusväxtart som först beskrevs av Frédéric Albert Constantin Weber, och fick sitt nu gällande namn av H. Friedrich och Gordon Douglas Rowley. Echinopsis thelegona ingår i släktet Echinopsis och familjen kaktusväxter. Inga underarter finns listade i Catalogue of Life.

## Bildgalleri

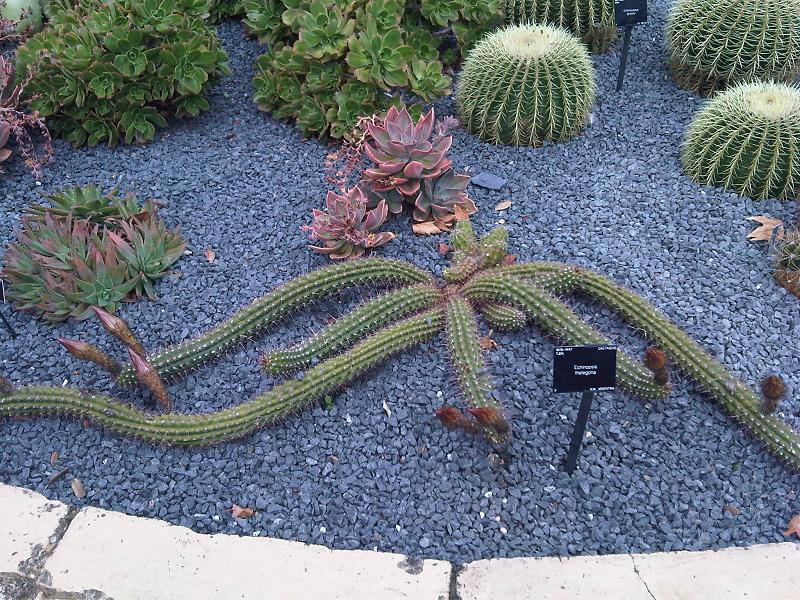
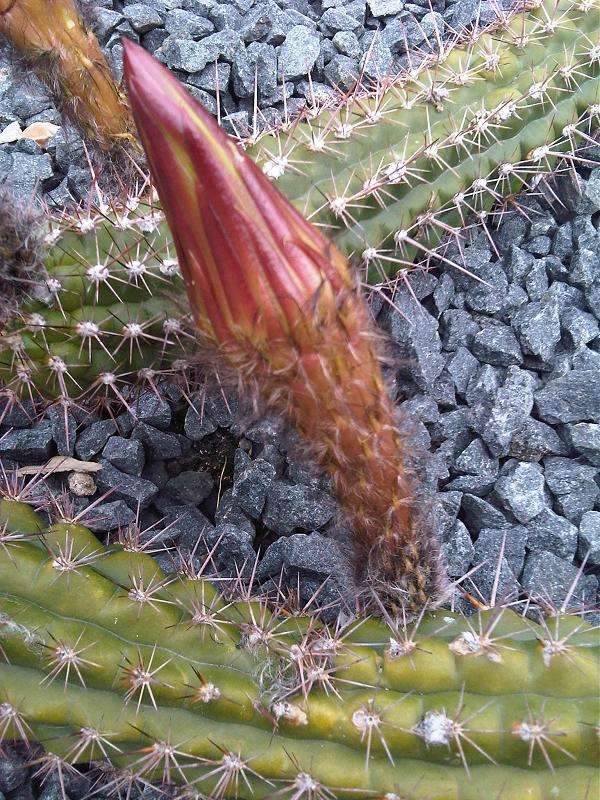
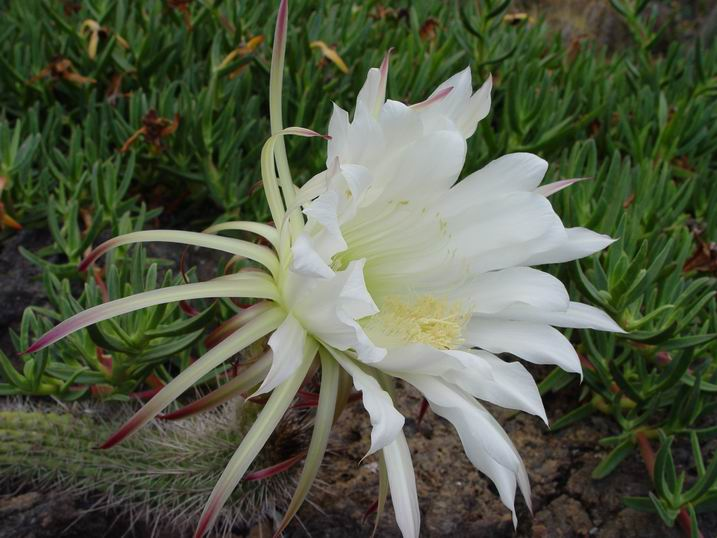
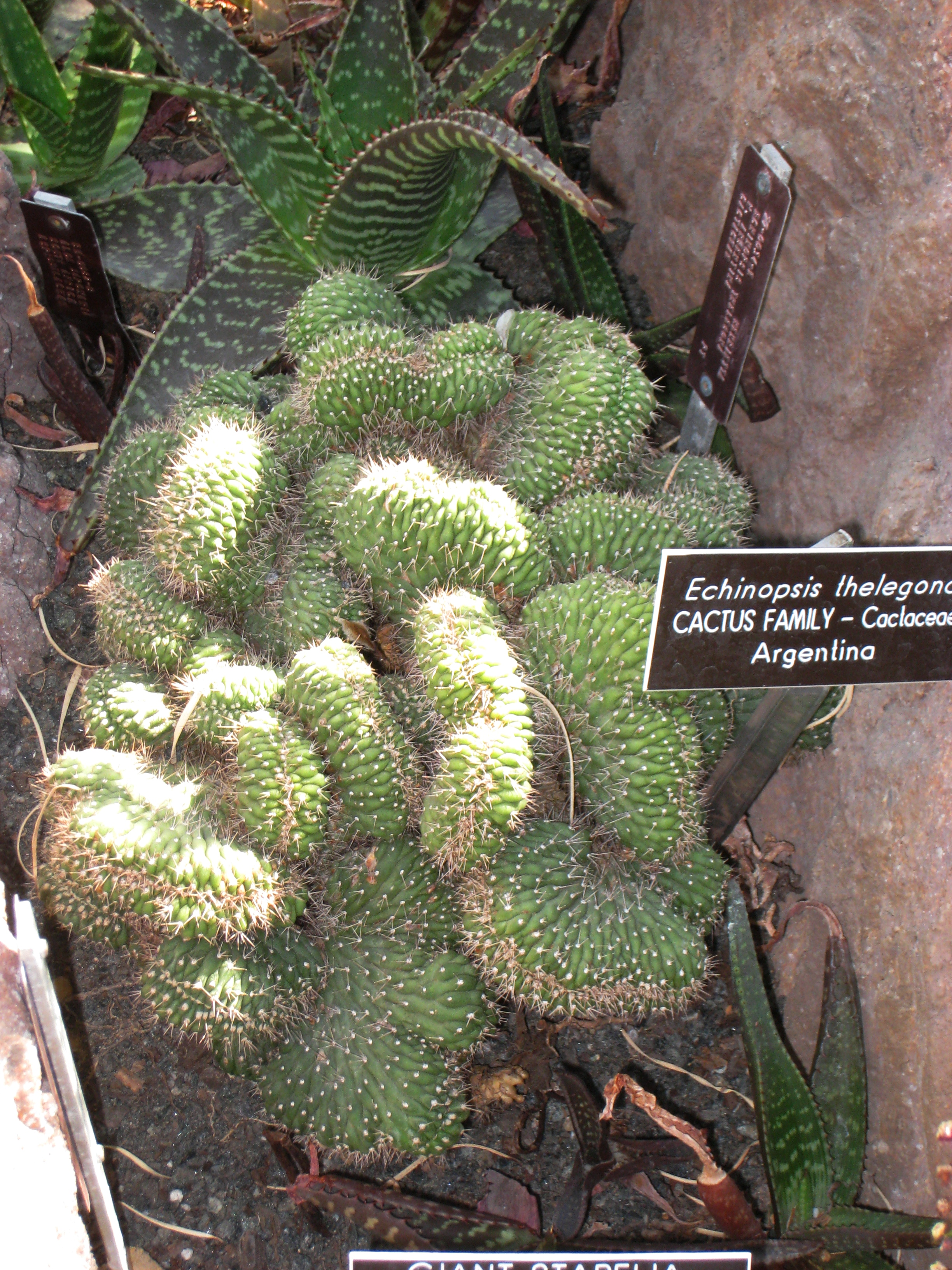
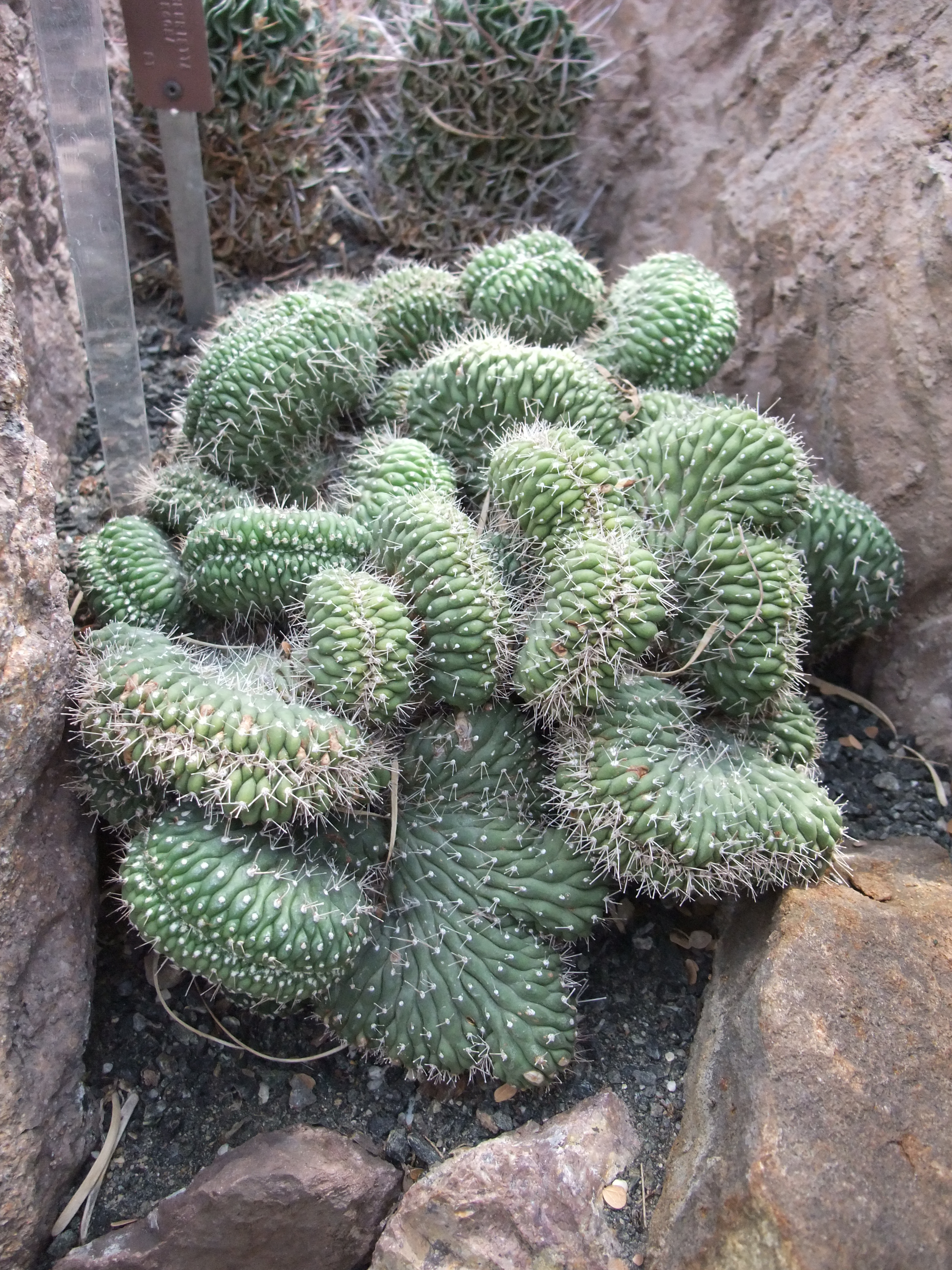
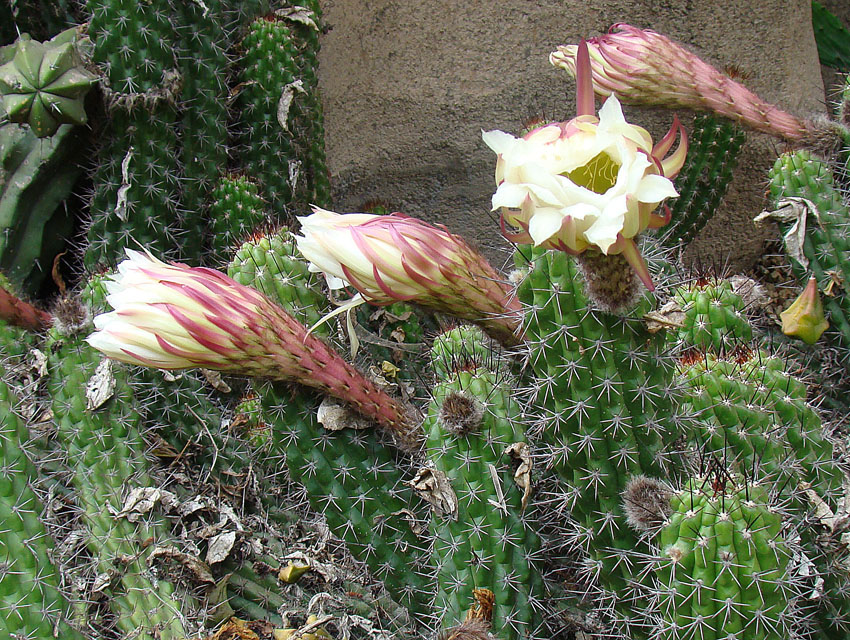